# Стецовская волость (Александрийский уезд)
Стецевская волость — административно-территориальная единица Александрийского уезда Херсонской губернии.
По состоянию на 1886 год год состояла из 5 поселений, 5 сельских общин. Население 11 616 человек (5724 мужского пола и 5892 женского), 2145 дворовых хозяйств.
|                        | Площадь | В том числе пахотной |
| ---------------------- | ------- | -------------------- |
| Сельских общин         | 20 847  | 13 911               |
| Частной собственности  | 270     | -                    |
| Казённой собственности | 299     | 113                  |
| Другой собственности   | 274     | 230                  |
| В общем                | 21 690  | 14 254               |

Самые крупные поселения волости:
- Стецовка — село при реке Тясминка в 50 верстах от уездного города, 3861 человек, 728 дворов, школа, почтовая станция, 2 лавки. За 8 вёрст — винокуренный завод.
- Андрусовка — село при реке Тясминка, 3060 человек, 512 дворов, православная церковь.
- Вершацы (Нестеровка) — село при реке Ирклий, 2240 человек, 441 двор, 2 православные церкви, школа.
- Галагановка — село при реке Тясминка, 3060 человек, 512 дворов, православная церковь.
- Калантаевка — село при реке Тясминка, 1274 человека, 253 двора, православная церковь, лавка.